# Savanna Township
Die Savanna Township ist eine von 12 Townships im Carroll County im Nordwesten des US-amerikanischen Bundesstaates Illinois.

## Geografie
Die Savanna Township liegt im Nordwesten von Illinois am Mississippi, der die Grenze zu Iowa bildet. Die Grenze zu Wisconsin befindet sich rund 70 km nördlich.
Die Savanna Township liegt auf 42°04′08″ nördlicher Breite und 90°07′39″ westlicher Länge und erstreckt sich über 54,19 km², sie sich auf 34,59 km² Land- und 19,4 km² Wasserfläche verteilen.
Die Savanna Township grenzt innerhalb des Carroll County im Norden an die Washington Township, im Nordosten an die Woodland Township, im Osten an die Mount Carroll Township und im Süden an die York Township. Im Westen bildet der Mississippi die Grenze zum Jackson und zum Clinton County in Iowa.
Im Zentrum der Township liegt unweit des Mississippiufer das Ayers Sand Prairie State National Preserve, ein kleines Schutz- und Erholungsgebiet.

## Verkehr

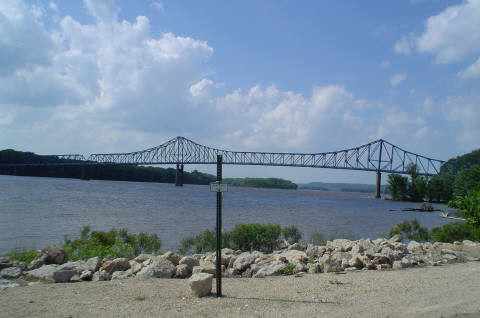
Savanna–Sabula Bridge von Savanna, IL nach Sabula, IA, seit 1999 im NRHP gelistet

In West-Ost-Richtung führt der über die Savanna–Sabula Bridge von Iowa kommende U.S. Highway 52 durch die Savanna Township. Parallel zum Mississippi führt die den Illinois-Abschnitt der Great River Road bildende Illinois State Route 84. Vom Fluss in östliche Richtung verlaufen eine Reihe zum Teil unbefestigter Straßen.
Durch die Savanna Township verlaufen eine Reihe von Linien verschiedener Eisenbahngesellschaften.

Der nächstgelegene Flugplatz ist der rund 15 km südlich gelegene Tri-Township Airport südlich der Stadt Savanna.

## Bevölkerung
Bei der Volkszählung im Jahr 2010 hatte die Township 3729 Einwohner. Neben Streubesiedlung existieren innerhalb der Savanna Township folgende Siedlungen:
| City - Savanna1 | Unincorporated Community - Ayers |

1 – zu einem kleinen Teil in der Washington Township